# Corey Liuget
(en) Statistiques sur pro-football-reference
Corey Devon Liuget, né le 18 mars 1990 à Miami (Floride), est un sportif professionnel américain de football américain ayant joué au poste de defensive tackle dans la National Football League (NFL) pendant dix saisons.

## Biographie

### Carrière universitaire
Étudiant à l'université de l'Illinois, il joue pendant trois saisons (2008-2010) avec le Fighting Illini de l'Illinois de la Big Ten Conference dans la NCAA Division I FBS.
Après sa saison junior, il annonce renoncer à sa dernière année d'éligibilité afin de se présenter à la draft de la NFL.
En 2008, il est classé 4e joueur de la Big Ten à égalité au nombre de fumbles forcés (2). Fin de saison 2011, il est sélectionné dans la deuxième équipe de la Big Ten Conference.

### Carrière professionnelle

#### Draft
Liuget est sélectionné en 18e choix global lors du 1er tour de la draft 2011 de la NFL par la franchise des Chargers de San Diego.

#### Chargers de San Diego / Los Angeles
Liuget a dû grandir rapidement, le lock-out de la NFL ayant anéanti ce qui aurait dû être sa première intersaison. Au lieu de s'entraîner avec ses coéquipiers et d'étudier avec ses entraîneurs, Liuget a été obligé de travailler seul. Lorsque le lock-out a pris fin et que la saison a commencé, des blessures ont frappé la ligne défensive des Chargers et la jeune recrue a été immédiatement mise en service. Liuget a finalement disputé 15 matchs (dont 13 en tant que titulaire) au cours de sa saison rookie, totalisant 19 plaquages un sack et un fumble forcé. a fini par jouer 15 matchs avec 13 départs.
En 2012, Liuget connait une saison exceptionnelle : l'homme de 2e année a débuté les 16 matchs et a eu un impact énorme sur la défense des Chargers. Il est le meilleur de la ligne défensive de San Diego au niveau des sacks (7), des plaquages (61), des plaquages pour perte (15) et des passes défendues (9). Ses neuf passes défendues le classent deuxième de la NFL des joueurs de ligne défensive derrière J. J. Watt des Texans de Houston (15 passes défendues). Il connait une très bonne fin de saison puisqu'il a récolté cinq sacks au cours des six derniers matchs de l'équipe, dont deux (son record en carrière) lors de la victoire contre les Jets de New York le 23 décembre. En fin de saison, il a été désigné meilleur joueur défensif des Chargers et se voit décerner le David Griggs Memorial Award
L'année suivante, Liuget continue à mener sa défense avec 5 ½ sacks. Il compte également 42 plaquages, 2 passes défendues, 1 field goal bloqué et un fumble forcé.
En 2014, Liuget inscrit son premier touchdown  contre les 49ers de San Francisco après avoir recouvert un fumble propvoqué par ses équipiers Dwight Freeney et Ricardo Mathews. Il totalise en fin de saison 4 ½ sacks, 57 plaquages, 2 passes défendues et 2 fumbles forcés.
Le 9 juin 2015, Liuget signe avec les Chargers, une extension de contrat de cinq ans pour un montant de 58,5 millions de dollars dont 30 millions garantis. Le 12 décembre 2015, il est placé sur la liste des réservistes blessés. 
Le 23 mars 2018, Liuget est suspendu quatre matchs à la suite de violations de la politique de la ligue concernant les substances améliorant la performance. En 11e semaine, Liuget subit une déchirure du tendon du quadriceps ce qui met fin à sa saison. Il est placé dans la réserve des blessés le 21 novembre 2018.
Le 13 février 2019, les Chargers n'activent pas l'option de cinquième année du contrat de Liuget, faisant de lui un agent libre.

#### Raiders d'Oakland
Le 25 août 2019, il signe avec les Raiders d'Oakland.
Il est libéré le 30 octobre 2019.

#### Bills de Buffalo
Le 5 novembre 2019, Liuget signe avec les Bills de Buffalo.

#### Texans de Houston
Le 28 septembre 2020, Liuget signe avec les Texans de Houston pour y intégrer leur équipe d'entraînement. Il est promu dans l'effectif principal les 7, 14 et 25 novembre pour les matchs des 9e, 10e et 12e semaines contre les Jaguars, les Browns et les Lions, réingrant l'équipe d'entraînement après chaque match,,. Promu le 2 décembre 2020 dans l'effectif principal, il est libéré le 21 décembre 2020.

#### Retraite
Le 22 octobre 2022, Liuget signe un contrat d'un jour afin de prendre sa retraite en tant que joueur des Chargers de Los Angeles.

## Statistiques

### Universitaires
| Année       | Équipe                        | Statut      | MJ |       | Plaquages | Plaquages | Plaquages | Plaquages |       | Interceptions | Interceptions | Interceptions | Interceptions |  | Fumbles | Fumbles |
| Année       | Équipe                        | Statut      | MJ | Total | Seul      | Ast.      | Sacks     | Nb.       | Yards | Déf.          | TD            | Nb.           | Rec.          |  |         |         |
| 2008        | Fighting Illini de l'Illinois | Fr.         | 11 | 26    | 13        | 13        | 1,5       | 0         | 0     | 1             | 0             | 2             | 1             |  |         |         |
| 2009        | Fighting Illini de l'Illinois | So.         | 12 | 36    | 15        | 21        | 2,5       | 0         | 0     | 3             | 0             | 1             | 0             |  |         |         |
| 2010        | Fighting Illini de l'Illinois | Jr.         | 13 | 63    | 29        | 34        | 4,5       | 0         | 0     | 3             | 0             | 0             | 0             |  |         |         |
| Totaux NCAA | Totaux NCAA                   | Totaux NCAA | 36 | 125   | 57        | 68        | 8,5       | 0         | 0     | 7             | 0             | 3             | 1             |  |         |         |

### Professionnelles
| Année      | Équipe                  | MJ  |       | Plaquages | Plaquages | Plaquages | Plaquages |       | Interceptions | Interceptions | Interceptions | Interceptions |  | Fumbles | Fumbles |
| Année      | Équipe                  | MJ  | Total | Seul      | Ast.      | Sacks     | Nb.       | Yards | Déf.          | TD            | Nb.           | Rec.          |  |         |         |
| 2011       | Chargers de San Diego   | 15  | 19    | 14        | 05        | 1,0       | 0         | 0     | 2             | 0             | 1             | 1             |  |         |         |
| 2012       | Chargers de San Diego   | 16  | 51    | 36        | 15        | 7,0       | 0         | 0     | 9             | 0             | 1             | 1             |  |         |         |
| 2013       | Chargers de San Diego   | 16  | 42    | 32        | 10        | 5,5       | 0         | 0     | 2             | 0             | 1             | 0             |  |         |         |
| 2014       | Chargers de San Diego   | 16  | 57    | 42        | 12        | 4,5       | 0         | 0     | 2             | 1             | 2             | 2             |  |         |         |
| 2015       | Chargers de San Diego   | 11  | 34    | 28        | 06        | 3,0       | 0         | 0     | 0             | 0             | 0             | 0             |  |         |         |
| 2016       | Chargers de San Diego   | 16  | 36    | 28        | 08        | 0,0       | 0         | 0     | 3             | 0             | 0             | 1             |  |         |         |
| 2017       | Chargers de Los Angeles | 12  | 21    | 15        | 06        | 1,5       | 0         | 0     | 2             | 0             | 1             | 0             |  |         |         |
| 2018       | Chargers de Los Angeles | 06  | 14    | 09        | 05        | 1,5       | 0         | 0     | 0             | 0             | 0             | 1             |  |         |         |
| 2020       | Texans de Houston       | 06  | 01    | 04        | 02        | 2,0       | 0         | 0     | 0             | 0             | 2             | 2             |  |         |         |
| Totaux NFL | Totaux NFL              | 114 | 275   | 211       | 69        | 26,0      | 0         | 0     | 20            | 1             | 8             | 8             |  |         |         |

| Année      | Équipe                | MJ |       | Plaquages | Plaquages | Plaquages | Plaquages |       | Interceptions | Interceptions | Interceptions | Interceptions |  | Fumbles | Fumbles |
| Année      | Équipe                | MJ | Total | Seul      | Ast.      | Sacks     | Nb.       | Yards | Déf.          | TD            | Nb.           | Rec.          |  |         |         |
| 2013       | Chargers de San Diego | 2  | 10    | 7         | 3         | 1,0       | 0         | 0     | 0             | 0             | 0             | 0             |  |         |         |
| 2019       | Bills de Buffalo      | 1  | 0     | 0         | 0         | 0,0       | 0         | 0     | 0             | 0             | 0             | 0             |  |         |         |
| Totaux NFL | Totaux NFL            | 3  | 10    | 7         | 3         | 1,0       | 0         | 0     | 0             | 0             | 0             | 0             |  |         |         |

## Vie privée
Liuget est de descendance haïtienne. Il a été élevé par sa mère, son père ayant été tué lorsqu'il est retourné visiter sa propre mère à Haïti.